# Berolzheimer Wald
Der Berolzheimer Wald ist ein zusammenhängendes Waldgebiet unweit des namensgebenden Ortes Markt Berolzheim im mittelfränkischen Landkreis Weißenburg-Gunzenhausen.

## Geographie

### Lage
Der Berolzheimer Wald befindet sich im Naturpark Altmühltal im Südosten des Hahnenkamms, einem Höhenzug der Südlichen Frankenalb. Der Wald liegt fast vollständig auf dem Gebiet der Marktgemeinde Markt Berolzheim; die Grenze zu den Nachbargemeinden Heidenheim, Meinheim und Treuchtlingen schmiegt sich teilweise um den Wald, teilweise verläuft sie auch durch den Wald. Höchste Erhebung im Waldgebiet ist der Gemeindeberg (ca. 625 m) der zu den höchsten Erhebungen des Landkreises Weißenburg-Gunzenhausen gehört. Im Süden grenzen Großholz und Falbenthal, im Westen Rohrach und Degersheim, im Norden Oberweiler und im Osten Markt Berolzheim an. Der Berolzheimer Wald liegt direkt auf dem 49. Breitengrad.
Durch den Wald verlaufen mehrere Wald- und Flurwege.

### Naturschutz
An den Wald grenzt das Naturschutzgebiet Buchleite bei Markt Berolzheim an. Der Wald liegt im Landschaftsschutzgebiet Schutzzone im Naturpark Altmühltal (CDDA-Nr. 396115; 1995 ausgewiesen; 1631 km² groß). Große Teile des Waldes liegen im Fauna-Flora-Habitat-Gebiets Trauf der südlichen Frankenalb (FFH-Nr. 6833-371; ca. 43 km²).

### Naturräumliche Zuordnung
Der Berolzheimer Wald gehört in der naturräumlichen Haupteinheitengruppe Fränkische Alb (Nr. 08), in der Haupteinheit Südliche Frankenalb (082) und in der Untereinheit Altmühlalb (082.2) zum Naturraum Hahnenkammalb (082.20).